# Lévis Brien
Pour les articles homonymes, voir Brien.
Lévis Brien, né en 1955, est un homme politique québécois. Il a été député du Parti québécois dans la circonscription de Rousseau de 1994 à 1998.
Il a été défait par le Parti libéral du Canada à Repentigny en 2004.

## Biographie
Lévis Brien obtient un baccalauréat en sciences appliquées (consommation) de l'Université Laval en 1978.
Il occupe par la suite le poste d'agent d'information au Cooprix Lanaudière, à Joliette, et au Centre local d'information du consommateur, à Saint-Félix-de-Valois, de 1978 à 1984. De 1984 à 1989, il est agent de communications publiques à Statistique Canada. Il est ensuite relationniste à la Société de développement industriel du Québec de 1989 à 1991.
De 1987 à 1989, Lévis Brien est conseiller municipal à la municipalité de Saint-Gérard-Majella. Il est adjoint du député fédéral de Joliette, René Laurin, en 1993 et en 1994. Il est élu député du Parti québécois dans Rousseau en 1994, mais ne s'est pas représenté en 1998.
Le 5 février 1999, il est nommé régisseur à la Régie des marchés agricoles et alimentaires du Québec. Il devient ensuite professeur d'anglais à la Commission scolaire des Samarres et à la Commission scolaire des Affluents à compter de 2004.
En 2004, il se présente en tant que candidat du Parti libéral du Canada dans Repentigny, mais il est défait. 